# Sayumi Michishige
Sayumi Michishige (Ube, Prefectura de Yamaguchi, 13 de julio de 1989) (en kanji, 道重 さゆみ, Michishige Sayumi), es una cantante, actriz y modelo japonesa. Es conocida principalmente por haber sido miembro de la sexta generación y antigua líder del grupo de J-pop Morning Musume tras la salida de Risa Niigaki, miembro de la quinta generación, el 12 de octubre de 2013 y de Hello! Project.
Michishige en su momento fue la que más tiempo ha permanecido en el grupo en toda su historia, siéndolo durante 11 años, 10 meses y 7 días, siendo superada por las integrantes de la novena generación Mizuki Fukumura y Erina Ikuta.

## Biográfica

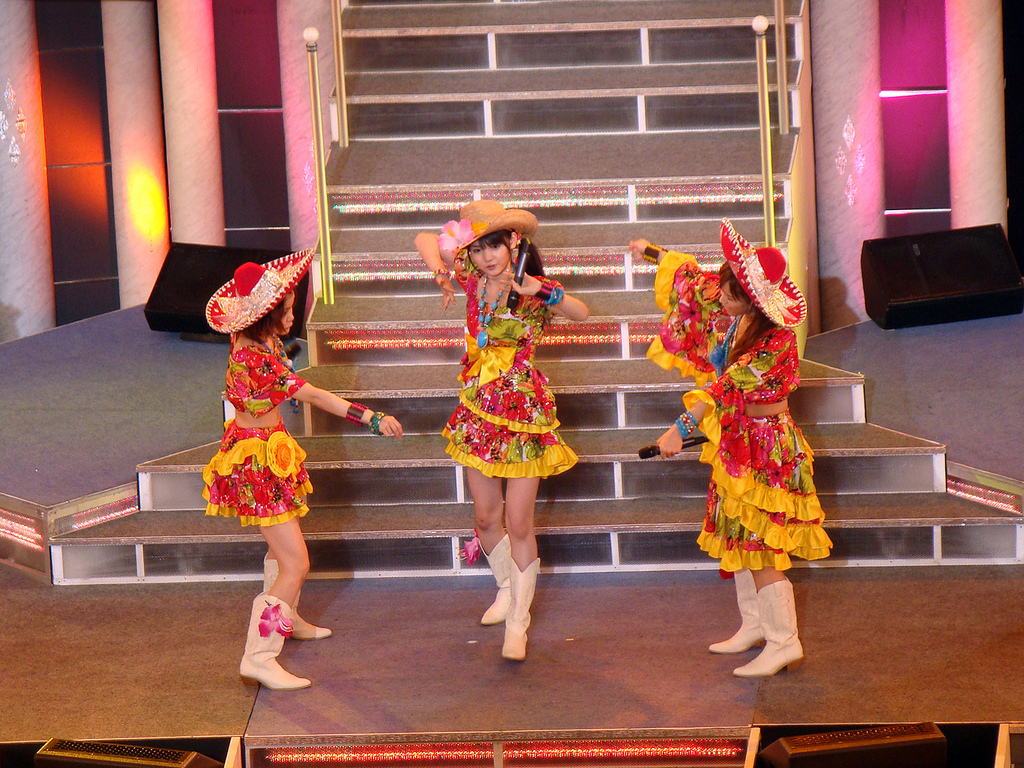
Sayumi Michishinge en el Platinum 9 Tour Spring en 2009

Nacida el 13 de julio de 1989 en  Ube, Prefectura de Yamaguchi, Japón, se unió a Morning Musume en el 2003 al mismo tiempo que Eri Kamei, Reina Tanaka y Miki Fujimoto, que debutaron con Morning Musume en el decimonoveno single del grupo, Shabondama. En la audición que tuvo que pasar para unirse a Morning Musume, Tsunku comentó sobre ella que su canto era débil.
Sayumi no poseía una gran voz ni era la mejor bailarina pero Tsunku pensó que su belleza y su carisma así como su carácter iban muy bien con el grupo así Sayumi se convirtió en parte de Morning Musume.
Aunque su lugar en el grupo es solo como voz de apoyo, desde la Salida de Rika Ishikawa de Morning Musume Sayumi, pudo convertirse en una pieza clave dentro del grupo al ser tierna, femenina y ocupar el lugar de "kawaii" que Rika dejó, con eso Sayumi en la actualidad posee mayor presencia en el escenario y en los conciertos. Junto a Rika Ishikawa, fueron miembros de unidad del Hello Project, "Ecomoni", con la que hizo campaña para la defensa del medio ambiente. 
En 2005, fue asignada como mentora de Koharu Kusumi, miembro de la séptima generación, hasta que Kusumi dejó el grupo en diciembre de 2009, con ella además hizo dúo, el llamado Rainbown Pink, en la que su apodo es Shige-Pinku (ya en cada concierto al menos cantaban juntas una canción).
Fue parte del subgrupo Otome Gumi y quizá estuvo mal colocada, pues por su imagen podía haber lucido más en Sakura Gumi, ya que dentro de Otome Gumi no logró destacar como sí lo consiguieron otras de sus compañeras como Risa Niigaki, Eri Kamei o Reina Tanaka.
Sayumi no es ciertamente la mejor voz ni la mejor bailarina pero sí debemos reconocer que es una de las chicas más bellas y tiernas del grupo así como que se esfuerza para tratar de seguir en la competencia con sus compañeras por tener su propio lugar dentro del grupo, cabe destacar que si bien no es una voz principal si ha logrado lucir cada vez más y desde el CD Rainbown 7.
Su frase más conocida es "Usa-chan Peace" (de usagi, conejo en japonés), con la cual Sayumi suele identificarse. Diciendo "Usa-chan peace" hace versiones con sus dedos medio e índice y las coloca al lado de sus orejas.
Sayumi es una de las integrantes de Hello! Project que más polémica ha creado referente a que posee una gran cantidad de seguidores que la quieren y admiran pero también posee un séquito de fanes molestos porque ella este en el grupo al considerarla la peor voz de todo Hello! Project y que solo es una Barbie Japonesa, sin embargo Sayumi a pesar de no ser la mejor ha hecho mucho esfuerzo y ha trabajado duro para poder ser una digna Morning Musume.
El 18 de mayo de 2012, Sayumi se convierte oficialmente en la octava líder de Morning Musume, día en el que se graduaron Risa Niigaki y Aika Mitsui.
Tras dos años de liderato y logrando colocar junto a las demás integrantes Morning Musume cinco sencillos de forma consecutiva en la cima del Oricon y satisfecha de haber retribuido los favores que la agrupación le ofreció durante su estancia en la misma, Sayumi anuncia su graduación el 29 de abril de 2014 en un concierto celebrado en su natal Yamaguchi. La noticia fue tomada por sorpresa en los medios especializados en relación con que la misma Michishige en enero de ese mismo año declaró "ser idol y con Tsunku hasta la muerte", palabras que suponían un liderazgo longevo, sin embargo Tsunku mencionó que había sido una decisión propia de la idol graduarse. 
El 26 de noviembre de 2014 en el Yokohama Arena, Sayumi se gradúa de Morning Musume '14, cediendo el liderazgo del grupo a Mizuki Fukumura y dejando como sub líderes a Haruna Iikubo y a Erina Ikuta.

## Películas
- Hoshisuna no Shima, Watashi no Shima - Island Dreamin' (2004)
- Tottoko Hamutaro Hamham Paradichu! Hamutaro to Fushigi no Oni no Ehonto (2005).
- Cyborg Shibata 3

## Musicales
- Ribbon no kishi (2006)
- Cinderella The Musical (2008)
- Ojigi de shape up (2009)

## Photobooks
- Hello Hello (2002) Eri Kamei & Reina Tanaka
- Michishige Sayumi (2004)
- Angels (2005)
- Doukei (2007)
- Love!HEllo Sayumi Michishige(2007)
- Sousou (2007)
- Love letter(2008)
- 20Sai 7/13 (2009)
- La (2010)
- Sayumiglandoll (2011)
- Millen Fueille (2013)
- Blue Rose (2013)

## DVD
- 17~Love Hello! Michishige Sayume DVD ~(2007)
- Love Story (2008)
- 20`s time (2009)

## Álbum
- SAYUMINGLANDOLL ~Memorial~ (2019)
- SAYUMINGLANDOLL ~SAYUTOPIA~ (2021)